# Ameli Koloska
Ameli Koloska (ur. 28 września 1944 w Dessau) – zachodnioniemiecka lekkoatletka, która specjalizowała się w rzucie oszczepem.
Dwukrotna uczestniczka igrzysk olimpijskich – Meksyk 1968 (7. miejsce) oraz Monachium 1972 (odpadła w eliminacjach). W 1971 roku została wicemistrzynią Europy. Poza tym jeszcze dwa razy startowała w czempionacie Starego Kontynentu – Budapeszt 1966 (11. miejsce) oraz Rzym 1974 (8. miejsce). Rekord życiowy: 61,02 (1972).